# Simchaur
Simchaur (nep. सिमचौर) – gaun wikas samiti w zachodniej części Nepalu w strefie Seti w dystrykcie Doti. Według nepalskiego spisu powszechnego z 2001 roku liczył on 461 gospodarstw domowych i 3031 mieszkańców (1485 kobiet i 1546 mężczyzn).